# Darlie Routier
Darlie Lynn Peck Routier (née le 4 janvier 1970) est une Américaine de Rowlett, au Texas, qui a été condamnée à mort pour le meurtre de son fils de cinq ans, Damon, en 1996. Elle a également été accusée de meurtre qualifié dans la mort de son fils de six ans, Devon, qui a été assassiné en même temps que Damon. À ce jour, Darlie Routier n'a pas été spécifiquement jugée pour le meurtre de Devon. 
Damon et Devon Routier ont été poignardés à mort avec un grand couteau de cuisine dans la maison de la famille Routier, tandis que Darlie Routier a été blessée avec un couteau à la gorge et au bras. La mère a déclaré aux autorités que le crime avait été commis par un intrus non identifié. Au cours du procès, l'accusation fait valoir que les blessures de Darlie Routier sont des blessures auto-infligées, que la scène du crime a été mise en scène et qu'elle a assassiné ses fils en raison des difficultés financières de la famille; de son côté, la défense fait valoir qu'il n'y avait aucune raison pour que Darlie Routier tue ses enfants et que l'affaire n'a pas de mobile, d'aveux ou de témoins. En 1996, un jury reconnait Darlie Routier coupable du meurtre de son fils Damon et la condamne à mort par injection létale. 
Deux appels déposés par Routier, qui maintient son innocence, sur la base d'allégations d'irrégularités au cours du procès, sont rejetés, mais de nouveaux tests ADN sont commandés plusieurs fois après que la technologie a progressé. En 2019, les tests sont toujours en cours.
Le cas de Routier a fait l'objet de plusieurs livres et émissions de télévision.

## Meurtre
Le 6 juin 1996, à 2 h 31, des répartiteurs du 9-1-1 à Rowlett, au Texas, ont reçu un appel de la résidence Routier au 5801 Eagle Drive. Darlie Routier a déclaré à l'opérateur que sa maison avait été cambriolée et qu'un intrus avait poignardé ses enfants, Devon, 6 ans et Damon, 5 ans, et lui avait tranché la gorge. La police est arrivée dans les trois minutes suivant l'appel du 9-1-1. Ils ont découvert qu'un écran de fenêtre dans le garage avait été coupé, ce qui indiquait un point d'entrée possible pour un intrus. Une perquisition de la maison et du terrain n'a pas permis de localiser un intrus. Ayant ainsi sécurisé le site, la police a autorisé les ambulanciers à s'occuper des victimes.  
Darlie Routier a déclaré à la police qu'elle s'était endormie sur le canapé avec ses deux garçons en regardant la télévision, pour se réveiller plus tard et découvrir un inconnu dans sa maison. Elle a déclaré qu'en s'approchant de lui, l'homme s'est enfui, laissant tomber le couteau dans une buanderie alors qu'il courait. Après avoir ramassé le couteau et l'avoir chassé, Darlie Routier a dit qu'elle s'était rendu compte qu'elle et ses enfants avaient été blessés et qu'elle avait appelé le 9-1-1. La police a trouvé très suspect que la mère et ses fils aient été grièvement blessés par un intrus armé sans l'avoir réveillée avant la fin de l'attaque. 
Darlie Routier a déclaré à la police que l'agresseur s'était enfui par le garage. Les enquêteurs ont déclaré que le garage ne contenait aucune goutte de sang et ont ajouté que tout indique que personne ne l'avait traversé. Les rebords de fenêtre du garage étaient recouverts de poussières intactes, y compris la fenêtre qui avait été coupée, ce qui impliquait que personne ne l'avait franchi, et le paillis dans les parterres de fleurs entre le garage et la porte de l'arrière-cour n'était pas dérangé. Cependant, une empreinte digitale inconnue a été trouvée sur le rebord de la fenêtre qui n'appartenait à aucun membre de la famille. 
À 75 mètres de la maison, une chaussette sanglante a été découverte. Des tests en laboratoire ont révélé qu'il y avait du sang de Damon et de Devon dessus. 
Les fils de Darlie Routier ont subi des blessures mortelles. Les blessures de la mère, décrites comme superficielles, se situaient à moins de deux millimètres de son artère carotide. Elle a été soignée à l'hôpital et relâchée deux jours plus tard. Son plus jeune fils, Drake, 7 mois, dormait à l'étage avec son mari Darin au moment des meurtres; les deux ont échappé à l'attaque. 
Les bulletins de nouvelles ont montré que Darlie Routier et d'autres membres de la famille organisaient une fête d'anniversaire sur la tombe des garçons pour célébrer à titre posthume le septième anniversaire de Devon huit jours après les meurtres. Elle a été représentée en souriant et en riant alors qu'elle pulvérisait du Silly String sur les tombes pour célébrer, en chantant " Joyeux anniversaire ". Les membres de la famille soulignent que les bulletins de nouvelles n'avaient pas montré de vidéo antérieure dépeignant une cérémonie solennelle en l'honneur des enfants. Quatre jours plus tard, elle a été arrêtée et accusée de meurtre capital. 
Darlie Routier a ensuite commenté la vidéo en disant « Il voulait avoir sept ans. J'ai fait la seule chose que je savais faire pour l'honorer et lui donner tous ses vœux parce qu'il n'était plus là. Mais comment savez-vous ce que vous allez faire lorsque vous perdez deux enfants? Comment savez-vous comment vous allez agir ? »

## Procès
L'accusation a suggéré que Routier avait assassiné ses fils en raison des difficultés financières de la famille. Les procureurs l'ont décrite comme une « femme matérialiste choyée avec une dette substantielle, des cotes de crédit en chute libre et peu d'argent à la banque, qui craignait que son style de vie somptueux ne soit sur le point de se terminer ». Les jurés ont également vu la vidéo Silly String. Le consultant sur les lieux du crime, James Cron, a témoigné que des preuves suggéraient que la scène à l'intérieur de la résidence Routier avait été mise en scène. 
L'accusation a également suggéré qu'il y avait un motif financier pour les meurtres puisque les deux garçons avaient une police d'assurance-vie sur eux. La défense a soutenu que cela ne représentait que 10 000 dollars, pas assez pour couvrir leurs frais funéraires. De plus, ils ont demandé que si elle était prête à tuer pour de l'argent, pourquoi ne pas tuer son mari à la place, qui avait une police d'assurance-vie de 800 000 dollars. La défense a également demandé pourquoi, si elle tuait ses fils pour préserver son style de vie somptueux, elle laissait son fils cadet, Drake, 7 mois, vivant et indemne. 
Routier était représenté au procès par l'avocat Douglas Mulder. Les avocats de la défense ont déclaré qu'il n'y avait aucune raison pour laquelle elle aurait tué ses enfants et que l'affaire n'avait pas de mobile, d'aveux ou de témoins. Ils ont affirmé qu'il n'était pas réaliste d'accuser Routier d'avoir organisé une scène de crime. Ses avocats lui ont conseillé de ne pas comparaître à la barre des témoins, mais elle a tout de même témoigné et « s'est flétrie lors du contre-interrogatoire par le procureur Toby Shook ». 
Le médecin légiste en chef de San Antonio, Vincent DiMaio, a déclaré que la blessure au cou de Routier se trouvait à moins de deux millimètres de son artère carotide et qu'elle n'était pas compatible avec les blessures auto-infligées qu'il avait vues dans le passé. Cela différait des affirmations de ses médecins traitants, qui avaient dit aux fonctionnaires de police que les blessures pouvaient être auto-infligées. Tom Bevel a témoigné que le sang coulé trouvé à l'arrière de la chemise de nuit de Routier indiquait qu'elle avait levé le couteau au-dessus de sa tête en le retirant de chaque garçon pour le poignarder à nouveau. 
Un aspect crucial de la défense était la chaussette sanglante trouvée à l'extérieur de la maison. Alors que la police a soutenu qu'il s'agissait simplement d'une ruse conçue pour impliquer faussement qu'un intrus avait fui les lieux, la défense a soutenu qu'elle prouvait que Routier ne pouvait pas avoir commis le crime. Damon était vivant lorsque les ambulanciers sont arrivés sur les lieux et le médecin légiste a déclaré que le garçon n'aurait pu survivre que huit minutes environ après avoir été blessé. Routier était au téléphone avec le 9-1-1 pendant près de six minutes. La défense a fait valoir que cela n'a pas laissé suffisamment de temps à Routier pour se couper, mettre en scène la scène du crime, planter la chaussette à l'extérieur de la maison, puis revenir avant l'arrivée des ambulanciers. Ils ont également déclaré que, malgré ses blessures, le sang de Routier n'a été trouvé ni dans le garage ni à l'extérieur de la maison. L'accusation a répliqué que Routier aurait pu planter la chaussette avant de s'infliger ses propres blessures, et le temps de survie déclaré par le ME pour Damon après avoir été poignardé n'était qu'une estimation.
Routier a été reconnue coupable du meurtre de Damon et, le 4 février 1997, elle a été condamnée à mort par injection létale.

## Réclamations et appels après le procès
Les avocats de la défense allèguent que de nombreuses erreurs ont été commises lors du procès de Routier et dans la transcription officielle de celui-ci, ainsi que dans l'enquête sur les meurtres, en particulier sur les lieux du crime. Une cour d'appel a rejeté ces demandes, de même qu'une décision de justice sur sa requête en habeas corpus. 
En juin 2008, Routier a obtenu le droit à de nouveaux tests ADN. Ses appels ont été renvoyés au niveau de l'État pour améliorer les tests ADN. Le 29 janvier 2014, la juge en chef du district ouest, Fred Biery, a accédé à la demande de l'accusation et de la défense pour son dossier afin que d'autres tests ADN essentiels à la défense soient effectués sur une empreinte sanguine retrouvée dans la maison, une chaussette sanglante et sa chemise de nuit. En 2018, le tribunal de district criminel n ° 3 a ordonné une troisième série de tests ADN avec le soutien de l'accusation et de la défense.

## Divorce
En juin 2011, Darin Routier a demandé le divorce de sa femme, affirmant que la décision était réciproque et "très difficile" et qu'il pensait toujours que sa femme était innocente. Il a déclaré qu'ils avaient décidé de divorcer pour mettre fin aux "limbes" dans lesquels ils se trouvaient depuis son arrestation et sa condamnation,.

## Dans les médias

### Livres
Le livre de 1999 Precious Angels: une histoire vraie de deux enfants tués et d'une mère condamnée pour meurtre par Barbara Davis qui expliquait la culpabilité de Routier. Depuis, l'auteur a changé d'avis et soutient désormais Routier en faisant don de tous les revenus du livre à sa famille.
Dans le livre de 2015 Dateline Purgatory: Examining the Case that Sentenced Darlie Routier, la journaliste Kathy Cruz engage des experts juridiques pour leurs évaluations des transgressions du procès de Routier et met en évidence les controverses de la condamnation à mort. Tout au long du livre, Cruz collabore avec un ancien agent spécial du FBI pour son examen de l'affaire,.
Le livre de février 2017 Bloodstained Justice: The Darlie Routier Story de Wanda G.Davis, documente les membres de la famille de Darlie Routier selon lesquels des preuves cruciales ont été ignorées par les autorités lors de son procès,.
Le livre d'août 2018 Darlie Routier: Deaths of Damon and Devon de Pamela Lillian Valemont, présente les profils médico-légaux des individus impliqués dans l'affaire Darlie Routier,.

### Télévision
La série documentaire TLC Forensic Files, épisode d'octobre 1999 intitulée "Invisible Intruder" (S4; E1), raconte comment les détectives ont découvert qui était le tueur en analysant les éclaboussures de sang de la scène du crime, l'appel 911 de Darlie et le profilage du comportement de la délinquante,.
Les Enquêtes extraordinaires avec Robert Stack ont couvert l'affaire dans la saison 12, épisode 6[réf. nécessaire]. L'affaire est à nouveau revisitée avec Dennis Farina. Les deux épisodes partagent des preuves des deux côtés de l'affaire, y compris ceux qui prétendent que Darlie est innocente et ceux qui pointent vers sa culpabilité[réf. nécessaire].
L'épisode de 48 heures de la série CBS News sous-titré Precious Angels est dérivé du véritable livre du crime, du même titre, écrit par Barbara Davis, qui a été diffusé pour la première fois le 10 août 2001. Le correspondant de CBS, Bill Lagattuta, a interviewé Darin Routier, incarcéré Darlie Routier et Davis au sujet des meurtres; des fonctionnaires et des avocats de la défense associés ont également été interrogés,.
Le réseau Investigation Discovery a diffusé l'épisode de la série de Werner Herzog Dans le couloir de la mort : Darlie Routier qui couvrait le cas dans la saison 2, épisode 2, diffusé pour la première fois le 10 septembre 2013.
Une série documentaire de sept épisodes de l'American Broadcasting Company (ABC), The Last Defense examine les cas des condamnés à mort de Darlie Routier et Julius Jones . La série a été créée le 12 juin 2018, présentant le cas de Routier dans un épisode en quatre parties, :
- Première série - Darlie Routier: le crime, S1; E1, date de diffusion : 12 juin 2018[33] ;
- Darlie Routier: The Trial, S1; E2, date de diffusion : 19 juin 2018[34] ;
- Darlie Routier: la femme, S1; E3, date de diffusion : 26 juin 2018[35] ;
- Darlie Routier: The Fight, S1; E4, date de diffusion : 3 juillet 2018[36].

En 2019, ABC a également diffusé un documentaire en deux parties sur le cas de Routier dans le cadre de son magazine d'actualité 20/20.